# 484
Il 484 (CDLXXXIV in numeri romani) è un anno bisestile del V secolo.

## Eventi
- Illo si ribella contro l'imperatore romano Zenone.
- 19 luglio - L'imperatrice vedova Verina, per volere di Illo, incorona Leonzio imperatore a Tarso, in opposizione a Zenone.
- 27 luglio - Leonzio fa il suo ingresso ad Antiochia.
- 8 agosto - Le forze di Leonzio ed Illo vengono sconfitte davanti ad Antiochia dalle truppe di Zenone e forzate ad abbandonare la città.
- Illo, Leonzio e i loro sostenitori sono obbligati a rinchiudersi dentro la fortezza di Papurius per quattro anni. Il poeta e filosofo pagano Pamprepio viene scoperto a tramare per salvarsi dall'assedio e viene ucciso da Illo.
- Rivolta dei Samaritani, che attaccano Sichem e, sotto la guida del loro "re" Justa, conquistano Cesarea marittima; sono però sconfitti dalle truppe del dux Palestinae Asclepiade, rafforzate dagli Arcadiani di Rege. Justa è ucciso.
- Acacio, patriarca di Costantinopoli che sollecitò Zenone alla pubblicazione dell'editto conosciuto come l'Henotikon, è scomunicato.

## Nati
- Brandano, abate irlandese († 578)

## Morti
- 13 gennaio - Vivenzio di Blera, vescovo e santo italiano
- 24 settembre - Lieto di Nepte, santo romano
- 23 dicembre - Unnerico, sovrano vandalo
- Babowai, filosofo e vescovo siriaco
- Eurico, re visigoto
- Justa
- Pamprepio, filosofo e poeta bizantino (n. 440)
- Peroz I, sovrano
- Verina, imperatrice bizantina

## Calendario
| Calendario 484 | Calendario 484 | Calendario 484 | Calendario 484 | Calendario 484 | Calendario 484 | Calendario 484 | Calendario 484 | Calendario 484 | Calendario 484 | Calendario 484 | Calendario 484 | Calendario 484 | Calendario 484 | Calendario 484 | Calendario 484 | Calendario 484 | Calendario 484 | Calendario 484 | Calendario 484 | Calendario 484 | Calendario 484 | Calendario 484 | Calendario 484 | Calendario 484 | Calendario 484 | Calendario 484 | Calendario 484 | Calendario 484 | Calendario 484 | Calendario 484 | Calendario 484 | Calendario 484 |
| -------------- | -------------- | -------------- | -------------- | -------------- | -------------- | -------------- | -------------- | -------------- | -------------- | -------------- | -------------- | -------------- | -------------- | -------------- | -------------- | -------------- | -------------- | -------------- | -------------- | -------------- | -------------- | -------------- | -------------- | -------------- | -------------- | -------------- | -------------- | -------------- | -------------- | -------------- | -------------- | -------------- |
|                | 1              | 2              | 3              | 4              | 5              | 6              | 7              | 8              | 9              | 10             | 11             | 12             | 13             | 14             | 15             | 16             | 17             | 18             | 19             | 20             | 21             | 22             | 23             | 24             | 25             | 26             | 27             | 28             | 29             | 30             | 31             |                |
| Gennaio        | Do             | Lu             | Ma             | Me             | Gi             | Ve             | Sa             | Do             | Lu             | Ma             | Me             | Gi             | Ve             | Sa             | Do             | Lu             | Ma             | Me             | Gi             | Ve             | Sa             | Do             | Lu             | Ma             | Me             | Gi             | Ve             | Sa             | Do             | Lu             | Ma             |                |
| Febbraio       | Me             | Gi             | Ve             | Sa             | Do             | Lu             | Ma             | Me             | Gi             | Ve             | Sa             | Do             | Lu             | Ma             | Me             | Gi             | Ve             | Sa             | Do             | Lu             | Ma             | Me             | Gi             | Ve             | Sa             | Do             | Lu             | Ma             | Me             |                |                |                |
| Marzo          | Gi             | Ve             | Sa             | Do             | Lu             | Ma             | Me             | Gi             | Ve             | Sa             | Do             | Lu             | Ma             | Me             | Gi             | Ve             | Sa             | Do             | Lu             | Ma             | Me             | Gi             | Ve             | Sa             | Do             | Lu             | Ma             | Me             | Gi             | Ve             | Sa             |                |
| Aprile         | Do             | Lu             | Ma             | Me             | Gi             | Ve             | Sa             | Do             | Lu             | Ma             | Me             | Gi             | Ve             | Sa             | Do             | Lu             | Ma             | Me             | Gi             | Ve             | Sa             | Do             | Lu             | Ma             | Me             | Gi             | Ve             | Sa             | Do             | Lu             |                |                |
| Maggio         | Ma             | Me             | Gi             | Ve             | Sa             | Do             | Lu             | Ma             | Me             | Gi             | Ve             | Sa             | Do             | Lu             | Ma             | Me             | Gi             | Ve             | Sa             | Do             | Lu             | Ma             | Me             | Gi             | Ve             | Sa             | Do             | Lu             | Ma             | Me             | Gi             |                |
| Giugno         | Ve             | Sa             | Do             | Lu             | Ma             | Me             | Gi             | Ve             | Sa             | Do             | Lu             | Ma             | Me             | Gi             | Ve             | Sa             | Do             | Lu             | Ma             | Me             | Gi             | Ve             | Sa             | Do             | Lu             | Ma             | Me             | Gi             | Ve             | Sa             |                |                |
| Luglio         | Do             | Lu             | Ma             | Me             | Gi             | Ve             | Sa             | Do             | Lu             | Ma             | Me             | Gi             | Ve             | Sa             | Do             | Lu             | Ma             | Me             | Gi             | Ve             | Sa             | Do             | Lu             | Ma             | Me             | Gi             | Ve             | Sa             | Do             | Lu             | Ma             |                |
| Agosto         | Me             | Gi             | Ve             | Sa             | Do             | Lu             | Ma             | Me             | Gi             | Ve             | Sa             | Do             | Lu             | Ma             | Me             | Gi             | Ve             | Sa             | Do             | Lu             | Ma             | Me             | Gi             | Ve             | Sa             | Do             | Lu             | Ma             | Me             | Gi             | Ve             |                |
| Settembre      | Sa             | Do             | Lu             | Ma             | Me             | Gi             | Ve             | Sa             | Do             | Lu             | Ma             | Me             | Gi             | Ve             | Sa             | Do             | Lu             | Ma             | Me             | Gi             | Ve             | Sa             | Do             | Lu             | Ma             | Me             | Gi             | Ve             | Sa             | Do             |                |                |
| Ottobre        | Lu             | Ma             | Me             | Gi             | Ve             | Sa             | Do             | Lu             | Ma             | Me             | Gi             | Ve             | Sa             | Do             | Lu             | Ma             | Me             | Gi             | Ve             | Sa             | Do             | Lu             | Ma             | Me             | Gi             | Ve             | Sa             | Do             | Lu             | Ma             | Me             |                |
| Novembre       | Gi             | Ve             | Sa             | Do             | Lu             | Ma             | Me             | Gi             | Ve             | Sa             | Do             | Lu             | Ma             | Me             | Gi             | Ve             | Sa             | Do             | Lu             | Ma             | Me             | Gi             | Ve             | Sa             | Do             | Lu             | Ma             | Me             | Gi             | Ve             |                |                |
| Dicembre       | Sa             | Do             | Lu             | Ma             | Me             | Gi             | Ve             | Sa             | Do             | Lu             | Ma             | Me             | Gi             | Ve             | Sa             | Do             | Lu             | Ma             | Me             | Gi             | Ve             | Sa             | Do             | Lu             | Ma             | Me             | Gi             | Ve             | Sa             | Do             | Lu             |                |